# 6261 Chione
A 6261 Chione (ideiglenes jelöléssel 1976 WC) egy marsközeli kisbolygó. Hans-Emil Schuster fedezte fel 1976. november 30-án.